# Naif Hazazi
Naif Hazazi est un footballeur  international saoudien né à Djeddah le 27 juillet 1988.

## Palmarès
Al-Ittihad
- Saudi Premier League (2) : 2007, 2009
- Vainqueur de la coupe d'Arabie saoudite (1) : 2010